# جروبون
قروبون هو موقع تجارة إلكتروني يعتمد على طريقة بيع «عرض واحد في اليوم» من الأسواق، تم افتتاحه في نوفمبر 2008 مستهدفا في بدايته شيكاغو ثم تلتها بوسطن ثم نييورك ثم تورنتو.
قروبون دعم أيضا 150 سوقا في أمريكا الشمالية و100 في أوروبا واسيا وأمريكا ويقدر الأعضاء ب 35 مليون عضو مسجل.

## الدعم الجغرافي
قروبون يدعم الكثير من المناطق حول العالم كأمريكا والكثير من دول أوروبا ولكن عربيا لم يدعم حاليا سوى الإمارات العربية المتحدة والتي شملها الدعم في الأول من مارس.

## قوقل والموقع
قوقل قامت بعرض شراء الموقع في 30 نوفمبر 2010 باكثر من 5.3 مليار بعد عرض ياهو المتمثل ب 3 مليارات في نفس السنة من أكتوبر.
اظهرت تقارير في يناير 2011 ان قوقل تخطط لإنشاء موقع مماثل لقربون يسمى قوقل اوفرز (عروض قوقل) بعدما فشلت بالحصول على قربون مقابل 6 مليار.